# Wojciech Pijanowski
Wojciech Pijanowski (ur. 1 listopada 1951 w Warszawie) – polski prezenter telewizyjny, producent, szaradzista, autor wielu teleturniejów i łamigłówek. Gracz i działacz golfowy. Syn krytyka filmowego Lecha Pijanowskiego i aktorki Marii Broniewskiej (przybranej córki poety Władysława Broniewskiego).

## Kariera
W 1975 roku Wojciech Pijanowski wprowadził zmiany do teleturnieju Wielka gra, po których zasady gry znacznie odbiegły od amerykańskiego pierwowzoru i które obowiązywały do końca istnienia tego teleturnieju.
W latach 80. razem z Krzysztofem Szewczykiem i Włodzimierzem Zientarskim współtworzył rozrywkowy program telewizyjny Jarmark. W 1992 roku sprowadził do Polski teleturniej Koło Fortuny i podjął się jego prowadzenia, co przyczyniło się do sławy jego i tego formatu telewizyjnego w Polsce. Po trzech latach na antenie i poprowadzeniu pięciuset odcinków „Koła Fortuny” zrezygnował, a na jego miejsce zatrudniono Pawła Wawrzeckiego, a potem Stanisława Mikulskiego.
Wojciech Pijanowski pracował w takich stacjach telewizyjnych, m.in. w: TVP, TV4, TV Centrum, TV Puls czy Tele 5. Oprócz pracy nad teleturniejami komentował także golfa dla stacji TV4, prowadził również program „Godzina z Pijanowskim” w TV Centrum. Pod koniec 2004 planował otworzyć własną stację – „TV Fortuna” z ofertą programów rozrywkowych i teleturniejów, jednak do tego nie doszło.
Należy do Polskiego Związku Golfa.
W latach 2007–2008 był reżyserem i scenarzystą teleturnieju „Najgorszy polski kierowca” emitowanego w TV Puls. Był współtwórcą programu Wideoteka dorosłego człowieka, razem z Marią Szabłowską oraz Krzysztofem Szewczykiem, z którym niegdyś prowadził program Jarmark.
W latach 2016–2019 razem z Krzysztofem Szewczykiem prowadził program „Pogodni Panowie” w Radiu Pogoda. W lutym 2024 powrócił na antenę tej stacji, gdzie współprowadzi wraz z Włodzimierzem Zientarskim i Krzysztofem Szewczykiem program „Świnki Trzy” nadawany na antenie Radia Pogoda. W programie tym jego gospodarze rozmawiają na jeden ustalony wcześniej temat. Odpowiadają także na spostrzeżenia i pytania z nim związane, zadawane drogą telefoniczną oraz za pośrednictwem mediów społecznościowych.
Pomysłodawca i promotor literowej gry strategicznej Dictumix, dostępnej na platformach mobilnych.

## Teleturnieje
W swojej karierze telewizyjnej prowadził m.in. teleturnieje:
- 6 z 49 oraz Szczęśliwy rzut,
- Kto z nim wygra?[potrzebny przypis],
- Sponsor,
- Koło fortuny,
- Magia liter,
- Ryzyko,
- 1000 pytań[potrzebny przypis],
- Potyczki rodzinne (teleturniej z bliźniakami)[potrzebny przypis].